# 池内宏行
池内 宏行（いけうち ひろゆき　HIROYUKI  IKEUCHI      1955年12月1日 -2010年4月5日 ）は、日本の景観照明プロデューサー。株式会社電産企画元取締役。
大阪府出身、1974年大阪府立山本高等学校卒業、1979年近畿大学卒業、在学中にストリートミュージシャンをしながら全米を放浪。卒業後、英国にて主にロックミュージック系のステージ照明を研究するかたわら、欧州・アジア等の著名建築物を訪問する。
1982年株式会社電産企画入社、ネオンサイン風ランプ・レタリングランプを開発。「オールシーズンクリスマス」をキャッチフレーズに樹木へのイルミネーションの啓蒙を推進する。
2000年テレビ東京番組「TVチャンピオンイルミネーション選手権」優勝。LED照明器具を開発し多数の景観照明をプロデュースする。マスコミへの出演も多く、イルミネーションの達人「なにわの電飾師」として紹介されている。

## 主な作品
2000年
神戸阪急アトリウム「ムービングライト」、神戸そごう「光のオーロラ」、ヒルトンプラザ大阪「ハイパーツリー」等の作品を手掛けるほか、淡路島洲本市「光のフェスタ」に招待出品として参加。
2001年
北九州博覧祭2001の「ひかりのアート」プロデューサー、北九州市内の中高生による「ひかりのアート」製作指導およびシンボルモニュメント「ハイパーレックス」を製作する。
2002年
ハウステンボス10周年イルミネーションオブジェ設計製作。大分リバープレイスにて水中イルミネーションを製作するほか、敦賀サマーフェスティバル、大津市堅田町イルミネーションなど市民参加型イベントプロデュースに招待される。
2003年
大阪千里中華街ランタンフェスティバルをプロデュース。佐賀県鳥栖市内ブライダルチャペルにてLED白色イルミネーションを3万球を施工してマスコミに取り上げられる。
「敦賀サマーフェスティバル」にて行った市民参加による街おこしプロデュースに対し（社）日本ディスプレイデザイン協会より「協会特別賞」を受賞する。
2004年
敦賀「サマーフェスティバル」にて地元の高校生が「ひかりのアート」を制作する「イルミ甲子園」をプロデュースする。
クリスタ長堀において「Merry-go-roud christmas of light - 光のメリーゴーランド」の作品がマスコミに取り上げられる。
東京パレットタウンにて高さ13mの「Red Light of Passion - 情熱の明かり」を設置。北九州環境パスポートセンター主催のイルミネーションイベントをプロデュースする。
2005年
大阪府建築士会50周年パネル展にて大型ELシートを使用したシンボルサインを設置。
江戸東京博物館のプロムナードにて四季に応じて色変化と揺らぎの明かりを表現するLED内蔵サインボックス施工する。
愛・地球博にてLEDソーラーグローブを施工する。
敦賀「サマーフェスティバル」にて地元の高校生が「ひかりのアート」を制作する「イルミ甲子園」をプロデュース。
大阪心斎橋サンリオSHOPに光ファイバーを使用した天井照明および独自開発のLED照明器具「トリニティライト」にて光のゲートを施工する。
「青森のねぷた師」北村隆とのコラボレーションにより九州国立博物館内展示コーナー「あじっぱ」の立体サインを設置する。
桃山学院大学にてピュアーグリーンLEDイルミネーションを施工する。
USJにて日本最大のLEDイルミネーションツリーを施工する。
2006年
敦賀「サマーフェスティバル」にて地元の高校生が「ひかりのアート」を制作する「イルミ甲子園」をプロデュース。
富山市内ブライダルハウスにてマルチLEDイルミネーション設置。
社団法人日本照明学会誌10月号に論文『イルミネーションで光のエンターテイメントを創造する ～「癒し」のあかりを求めて～』が掲載。